# Walfrid Hellman
Walfrid Hellman   (municipi de Västerås, 17 de novembre de 1883 - Estocolm, 7 d'octubre de 1952) va ser un tirador suec que va competir durant la dècada de 1920.
El 1920 va prendre part en els Jocs Olímpics d'Anvers, on va guanyar la medalla de bronze en la competició de rifle militar 300 metres, drets per equips del programa de tir.